# كيران مازومدار-شاو
«كيران مازومدار شاو» (مواليد 23 مارس 1953)هي رائدة أعمال مليارديرة هندية.وهي رئيسة مجلس الإدارة والعضو المنتدب لشركة Biocon Limited ، وهي شركة تكنولوجيا حيوية مقرها في بنغالور، الهند ورئيسة المعهد الهندي للإدارة في بنغالور. في عام 2014 ، حصلت على ميدالية أوثر الذهبية، لمساهماتها البارزة في تقدم العلوم والكيمياء. إنها ضمن أفضل 50 امرأة في فايننشال تايمز في قائمة الأعمال. في عام 2015 ، صنفتها فوربس كأكثر 85 امرأة قوة في العالم. أدرجتها فوربس مرة أخرى في عامي 2016 و 2017 - أقوى النساء في العالم في المركزين 77 و 71 على التوالي.

## النشأة والتعليم
ولدت كيران مازومدار لأبوين من الغوجاراتية في بنغالور، الهند. ذهبت إلى ثانوية في بنغالور، وتخرجت في عام 1968. ثم التحقت بكلية ماونت كارميل في بنغالور، وهي كلية نسائية تقدم دورات قبل الجامعة وهي تابعة لجامعة بنغالور. درست علم الأحياء وعلم الحيوان، وتخرجت من جامعة بنغالور بدرجة البكالوريوس في علم الحيوان في عام 1973. كانت مازومدار تأمل في الذهاب إلى كلية الطب، لكنها لم تحصل على منحة دراسية. </ref> 

## روابط خارجية
- كيران مازومدار-شاو على موقع IMDb (الإنجليزية)
- كيران مازومدار-شاو على موقع الموسوعة البريطانية (الإنجليزية)
- كيران مازومدار-شاو على موقع مونزينجر (الألمانية)